# Caroline Wozniacki
Caroline Wozniacki (Odense, 11. srpnja 1990.) danska je profesionalna tenisačica poljskog podrijetla. Bila je prva Skandinavka na čelu WTA ljestvice tenisačica.

## Biografija
Wozniacki je kći poljskih imigranata u Danskoj, Piotra i Ane. Piotr je trenutno njen trener i trener sportskog centra u Danskoj, dok je Ana igrala za odbojkašku reprezentaciju Poljske. Njen otac se profesionalno bavio nogometom, a nakon njegovog transfera u jedan danski klub cijela obitelj  preselila se u Odense, gdje je Wozniacki i rođena. Njezin stariji brat Patrik profesionalno igra nogomet za Hvidovre IF u Danskoj.
Njezine dobre prijateljice među tenisačicama su Agnieszka i Urszula Radwańska, Sabine Lisicki, Sorana Cirstea i prva tenisačica svijeta Serena Williams. Velika je ljubiteljica rukometa, nogometa i plivanja, a zna svirati i klavir. Tečno govori danski, poljski i engleski jezik, a razumije ruski.

## Karijera
Profesionalno je počela igrati tenis 2005. godine, u svojoj 15. godini, a prvu titulu je uzela krajem naredne sezone, kada je u finalu ITF-turnira u Istanbulu savladala Njemicu Tatjanu Malek 6-2, 6-1. Godinu dana poslije osvaja još 2 ITF-turnira. Nakon plasmana u 2. kolo Wimbledona, prvi put je ušla u prvih 100 tenisačica na svijetu. U Tokiju je stigla do polufinala, gdje je pružila pristojan otpor Venus Williams, ali ipak izgubila 6-3, 7-5.

### 2008.
Uspon na WTA-listi nastavljen je i ove sezone, kada je na svom debitantskom nastupu na Australian Openu porazila Giselu Dulko, Aljonu Bondarenko i Lisicki i tek u osmini finala izgubila od kasnije finalistice, Ane Ivanović, 6-1, 7-6. U Dohi je dobila Marion Bartoli i Anabel Medinu Garrigues, a ispala je u četvrtfinalu od Marije Šarapove (6-0, 6-1). Ušla je u prvih 50, a potom igrala četvrtfinale u Stockholmu. U Indian Wellsu i Miamiju prošla je do osmine finala, ali dalje nije mogla. Prvo je ispala od Svjetlane Kuznjecove, a u Key Biscayneu od Venus Williams. Na Roland Garrosu 2008. u 3. kolu gubi opet od Ane Ivanović. Na dan početka Wimbledona (23. lipnja) ostvaruje najbolji plasman na WTA-listi – 30. mjesto.
Nakon Wimbledona igrala je na turniru u Portorožu, ali gubi u polufinalu od Sare Errani, koja kasnije i osvaja turnir. Zatim nastupa na turniru u Stockholmu, gdje osvaja svoju prvu WTA-titulu. U finalu je uvjerljivo pobijedila Ruskinju Veru Duševinu (6-0, 6-2).
Na Olimpijskim igrama 2008. u Pekingu u 2. kolu nanosi poraz 12. nositeljici, Danieli Hantuchovoj. Međutim, gubi u trećem, i to od Jelene Dementjeve, koja je na kraju osvojila zlatnu medalju.
Wozniacki u kolovozu osvaja još jedan turnir, New Haven. Na putu do titule pobijedila je Marion Bartoli i Alizé Cornet, a u finalu pobjeđuje Anu Chakvetadze, 3-6, 6-4, 6-1.
Wozniacki je bila postavljena za 21. nositeljicu na US Openu. Došla je do 4. kola, u kojem je izgubila od kasnije finalistkinje, Jelene Janković.
U paru s Anabel Medinom Garrigues 28. rujna osvojila je Otvoreno prvenstvo Kine, što je njena prva titula u konkurenciji parova. Također je pobijedila Estonka Kaiju Kanepi u finalu Otvorenog prvenstva Japana u Tokiju, osvojivši 3. titulu u sezoni.
Njen odnos pobjeda i poraza na kraju sezone bio je 58–20 u pojedinačnoj konkurenciji, a 8–9 u parovima. Završila je sezonu kao 12. u pojedinačnoj, a 79. u konkurenciji parova. Osvojila je WTA nagradu za najbolju novu teniserku.

### 2009.
Na prva dva turnira u sezoni stigla je do četvrtfinala. U Aucklandu ju je porazila Jelena Vesnina, a u Sydneyu drugoplasirana tenisačica svijeta, Serena Williams, 7–6(5), 3–6, 6–7(3), iako je imala 3 meč-lopte kad je servirala za meč kod 6–5 u 3. setu. Postavljena za 11. nositeljicu na Australian Openu, izgubila je u 3. kolu od tenisačice koja je dobila pozivnicu organizatora, Jelene Dokić (6–3, 1–6, 2–6).
Stigla je do četvrtfinala u Pattayi, gdje ju je porazila Magdalena Rybarikova. Bila je 1. nositeljica na turniru u Memphisu, gdje je stigla do finala, u kojem ju je porazila Viktorija Azarenka (1–6, 3–6). Međutim, njih dvije su osvojile titulu u parovima, savladavši u finalu Michaëllu Krajicek i Julijanu Fedak, 6–1, 7–6(2).
Stigla je do četvrtfinala na prva dva Premijer turnira. U Indian Wellsu izgubila je od kasnije pobjednice, Vere Zvonarjove (4–6, 2–6), a u Miamiju od Kuznjecove 4–6, 7–6(5), 1–6. Na ovom je turniru prvi put u karijeri pobijedila Patty Schnyder i Dementjevu.
Prvu titulu u sezoni osvojila je u Ponte Vedra Beachu, na zelenoj zemlji. Do finala je savladala Samanthu Stosur, Virginie Razzano, Hantuchovu i Vesninu, a u finalu je porazila Alexandru Wozniak. Na narednom turniru na zelenoj zemlji, u Charlestonu, u polufinalu je savladala Dementjevu, a u finalu je izgubila od Lisicki 2–6, 4–6. Izgubila je u ranim fazama takmičenja na dva sljedeća turnira, koja su igrana na crvenoj zemlji, u Stuttgartu i Rimu. U Stuttgartu ju je u 2. kolu porazila Bartoli, a u Rimu Azarenka. Stigla je do finala na Premijer turniru u Madridu, koji se igrao prvi put, gdje je izgubila od prve teniserke svijeta, Dinare Safine, 2–6, 4–6. Bila je 10. nositeljica na Roland Garrosu, gdje je u 3. kolu izgubila od Sorane Cirstee. Njih dvije su izgubile u 1. kolu parova od Marije Kirilenko i Flavije Pennette.
Wozniacki je bila uspješna u dijelu sezone na travi; pobijedila je u 8 mečeva zaredom na ovoj podlozi. Osvojila je drugu titulu sezone u Eastbourneu, savladavši u finalu Razzano. Na Wimbledonu je stigla do 4. kola, u kojem ju je porazila Lisicki.
Na svoj 19. rođendan izgubila je u finalu Otvorenog prvenstva Švedske od Maríje José Martínez Sánchez 5–7, 4–6. Nakon što je bila slobodna u 1. kolu turnira u Los Angelesu, u 2. kolu porazila ju je Cirstea. U Cincinnatiju je izgubila u četvrtfinalu od Dementjeve. U Torontu je izgubila u 2. kolu od Jie Zheng. Nakon toga je odbranila titulu u New Havenu. U 1. kolu je prvi put u karijeri dobila meč bez izgubljenog gema. Savladala je Edinu Gallovits 6–0, 6–0 za samo 41 minutu. U finalu je pobijedila Vesninu 6–2, 6–4 i tako osvojila 3. titulu u sezoni.
Wozniacki je bila 9. nositeljica na US Openu. Stigla je do finala, u kojem je izgubila od Clijsters, koja se tek dva turnira ranije vratila profesionalnom tenisu nakon što se povukla 2007. Postala je prva tenisačica iz Danske koja je igrala finale nekog Grand Slam turnira. Dobar rezultat na ovom turniru omogućio joj je da napreduje na WTA-listi, na 6. mjesto.
Na svom prvom sljedećem turniru nakon, onome u Tokiju, zbog virusa je predala meč protiv Wozniak u 2. kolu kod 0–5 u 1. setu. Zatim je izgubila u 1. kolu Pekinga od M. J. Martínez Sánchez. Zatim je izgubila u polufinalu Osake od Samanthe Stosur. Narednog tjedna, u Luxembourgu, predala je meč 1. kola zbog povrede pri rezultatu 7–5, 5–0 protiv Anne Kramer, što je izazvalo kontroverze zbog vodstva koje je imala u trenutku predaje meča.
Kvalificirala se za WTA Masters, završno prvenstvo sezone, koje je igrano u Dohi. U grupnoj fazi izgubila je od Janković, a pobijedila Zvonarevu i Azarenku, što joj je donijelo 2. mjesto u grupi i plasman u polufinale. Zbog povrede lijevog buta i bolova u stomaku, predala je polufinalni meč prvoj teniserki svijeta, Sereni Williams, pri rezultatu 4-6, 1-0.

### 2010.
Wozniacki je sezonu počela sudjelovanjem na egzibicijskom turniru u Hong Kongu, gdje je izgubila oba meča u pojedinačnoj konkurenciji za ekipu Europe, ali je dobila dva meča u mješovitim parovima sa Stefanom Edbergom. Na svom prvom turniru sezone, u Sydneyu, izgubila je u 1. kolu od Li Na. Bila je 4. nositeljica na Australian Openu, gdje ju je u 4. kolu drugi put zaredom porazila Li Na (4–6, 3–6). Nakon turnira je napredovala na 3. mjesto WTA-liste.
U Indian Wellsu bila je 2. nositeljica. Stigla je do finala, u kojem ju je porazila Janković 2–6, 4–6. Nakon turnira je ostvarila najbolji plasman u karijeri do tada, 2. mjesto. U Miamiju je izgubila u četvrtfinalu od Justine Henin, 7–6(5), 3–6, 4–6.
Osvojila je svoju prvu titulu u sezoni u Ponte Vedra Beachu, savladavši u finalu Olgu Govorcovu 6–2, 7–5. Nakon toga je sudjelovala na turniru u Charlestonu, gdje je u polufinalnom meču protiv Zvonareve izvrnula gležanj jureći skraćenu loptu, pa je predala meč dok je gubila 2–5. Iako je njen članak i dalje bio povrijeđen, nastavila je igrati na turnirima tokom sezone na zemlji. Izgubila je u ranim fazama na turnirima u Stuttgartu, Rimu, Madridu i Varšavi.
Na Roland Garrosu bila je 3. nositeljica. Stigla je do četvrtfinala, u kojem ju je porazila kasnija pobjednica, Francesca Schiavone (3–6, 2–6). Wozniacki je igrala i u paru s Hantuchovom, ali su predale meč 2. kola protiv sestara Williams zbog povrede desnog ramena Hantuchove.
Wozniacki je bila branilac titule na prvom turniru sezone na travi, u Eastbourneu, ali je izgubila već u 1. kolu od Aravane Rezaï. Na Wimbledonu je izgubila u 4. kolu od Petre Kvitove.
Na novom turniru iz Međunarodne serije, Otvorenom prvenstvu Danske, bila je 1. nositeljica. Bio je to prvi danski WTA turnir, organiziran uglavnom zbog popularnosti Wozniacki u Danskoj. Osvojila je svoju drugu titulu u sezoni, savladavši u finalu Klaru Zakopalovu  6–2, 7–6(5).
Izgubila je u 3. kolu Cincinnatija od Bartoli (4–6, 1–6). Osvojila je turnir u Montrealu, savladavši u finalu Zvonarjovu 6–3, 6–2. Polufinalni meč je zbog kiše bio odložen dva dana, pa je u ponedjeljak naredne sedmice igrala i polufinalni meč protiv Kuznjecove i finale protiv Zvonarjove. Nakon toga je treći put zaredom osvojila New Haven, savladavši u finalu Nadju Petrovu 6–3, 3–6, 6–3. Zbog dobrih rezultata na ova dva turnira, osvojila je ljetnu američku seriju teniskih turnira.
Zbog povrede prve tenisačice svijeta, Serene Williams, Wozniacki je prvi put u karijeri bila 1. nositeljica na Grand Slam turniru, na US Openu. Stigla je do polufinala, u kojem ju je porazila Zvonareva 4–6, 3–6. Wozniacki i Venus Williams jedine su teniserke koje su stigle bar do osmine finala na sva četiri Grand Slam turnira 2010.
Prvi njen turnir u sezoni turnira na tvrdoj podlozi u Aziji bio je Otvoreno prvenstvo Tokija,  gdje je osvojila svoju 5. titulu sezone, savladavši u finalu Dementjevu 1–6, 6–2, 6–3.
Nakon toga je osvojila posljednji Premijer turnir u sezoni, Otvoreno prvenstvo Kine, savladavši u finalu Zvonarevu 6–3, 3–6, 6–3. To je bila njena 6. titula u sezoni, a 12. u karijeri. Plasmanom već u četvrtfinale ovog turnira prestigla je Serenu Williams na 1. mjestu WTA-liste. Postala je peta tenisačica koja je stigla do 1. mjesta, a da nije osvojila nijedan Grand Slam. Također, postala je prva teniserka iz Danske koja se našla na 1. mjestu.
Na završnom prvenstvu sezone, WTA Mastersu u Dohi, Wozniacki je bila u grupi sa Schiavone, Stosur i Dementjevom. Pobijedila je Dementjevu 6–1, 6–1, izgubila od Stosur 4–6, 3–6 i pobijedila Schiavone 3–6, 6–1, 6–1, što joj je osiguralo 1. mjesto na WTA-listi na kraju sezone. U polufinalu je savladala pobjednicu druge grupe, Zvonarjovu (7–5, 6–4). U finalu je izgubila od Clijsters u 3 seta (6–3, 5–7, 6–3).
Wozniacki je završila sezonu sa 6 titula, što je najviše od svih tenisačica. Clijsters je osvojila 5, a nijedna druga tenisačica nije osvojila više od 2. Njen odnos pobjeda i poraza bio je 65–22. Njenih 65 pobjeda bilo je najviše u ženskom tenisu 2010.

### 2011.
Wozniacki je počela sezonu egzibicijskim mečom u Tajlandu protiv Kim Clijsters, koji je izgubila 3–6, 6–4, [10–12]. Nakon toga je sudjelovala na egzibicijskom turniru u Hong Kongu, gdje je bila kapetan tima Evrope. Pobijedila je u dva meča protiv tima Azija Pacifik, nakon čega ju je porazila druga tenisačica svijeta, Zvonareva. Njen prvi WTA-turnir bio je u Sydneyu, gdje je u 1. kolu bila slobodna, a u drugom izgubila od Dominike Cibulkove.
Wozniacki je bila 1. nositeljica na Australian Openu, što je bio njen prvi Grand Slam turnir kao prve tenisačice svijeta. Pobijedila je Giselu Dulko, Vaniu King, Cibulkovu, Anastasiju Sevastovu, Schiavone; međutim, u polufinalu je izgubila od Li Na 6–3, 5–7, 3–6, iako je imala meč-loptu kad je servirala kod 5-4 u 2. setu.
Kim Clijsters smijenila ju je na 1. mjestu WTA-liste 14. veljače. Wozniacki je tog tjedna osvojila turnir u Dubaiju, savladavši u finalu Kuznjecovu 6–1, 6–3 i tako se vratila na 1. mjesto. Stigla je do finala u Dohi, savladavši u dva seta Petrovu, Pennettu i Bartoli. U finalu ju je porazila Zvonareva 4-6, 4-6.
Wozniacki je osvojila prvi Premijer turnir sezone, Indian Wells, savladavši u četvrtfinalu Azarenku, u polufinalu Mariju Šarapovu i u finalu Bartoli 6-1, 2-6, 6-3. To je bila njena 5. uzastopna titula na Premijer i Premijer 5 turnirima. U Miamiju je izgubila u 4. kolu od Andree Petković 5–7, 6–3, 3–6.
Nakon toga je osvojila prvi turnir na zemlji (zelenoj) u sezoni, Charleston, savladavši u polufinalu Janković, a u finalu Vesninu 6–2, 6–3. Njen sljedeći turnir bio je u Stuttgartu, turnir koji se igra na crvenoj zemlji. U četvrtfinalu je pobijedila Petković, u polufinalu A. Radwańsku, a u finalu je izgubila od Julije Görges 6–7, 3–6. Na Premijer turniru u Madridu u 3. kolu još ju je jednom porazila Görges. Na turniru u Rimu u četvrtfinalu je treći put ove sezone porazila Jelenu Janković, a u polufinalu izgubila od kasnije pobjednice turnira, Šarapove (5–7, 3–6). Narednog tjedna osvojila je svoj prvi turnir na crvenoj zemlji, Otvoreno prvenstvo Bruxellesa, koji se igrao prvi put. U polufinalu je savladala prošlogodišnju pobjednicu Roland Garrosa, Schiavone (6-4, 4-6, 6-3), a u finalu Shuai Peng 2-6, 6-3, 6-3.
Wozniacki je bila 1. nositeljica na Roland Garrosu, ali ju je u 3. kolu porazila 28. nositeljica, Daniela Hantuchova.
Osvojila je turnir u svojoj zemlji, Otvoreno prvenstvo Danske u Kopenhagenu, savladavši u finalu Luciju Šafařovu 6-1, 6-4, što je bila njena 5. titula u sezoni, a 17. u karijeri.
Na Wimbledonu je treći put zaredom izgubila u 4. kolu, ovaj put od Cibulkove 6–1, 6–7(5), 5–7.
Wozniacki se privremeno vratila na crvenu zemlju na Otvorenom prvenstvu Švedske. Pobijedila je Cornet u 1. kolu, a u drugom je predala meč Sofiji Arvidsson pri rezultatu 6–2, 0–1
Wozniacki je počela ljetnu američku seriju na turniru u Torontu, gdje je bila branilac titule. Bila je slobodna u 1. kolu, a u drugom ju je porazila Roberta Vinci 4-6, 5-7. U Cincinnatiju je izgubila u 2. kolu od Christine McHale. Naredne sedmice osvojila je svoju 4. uzastopnu titulu u New Havenu, savladavši u polufinalu Schiavone, a u finalu Petru Cetkovsku 6-4, 6-1.
Wozniacki je bila 1. nositeljica na posljednjem US Openu. U osmini finala savladala je Kuznjecovu 6-7(6), 7-5, 6-1, u četvrtfinalu Andreu Petković 6-1, 7-6(6), a u polufinalu je izgubila od Serene Williams 2-6, 4-6.
Sljedeći nastup imala je na Premijer 5 turniru u Tokiju. U 1. kolu bila je slobodna, u drugom je pobijedila Jarmilu Gajdošovu, a u trećem ju je zaustavila Kanepi (5-7, 6-1, 4-6). U Pekingu je izgubila u četvrtfinalu od Pennette, što je njen jedini poraz u 12 četvrtfinala ove godine.
Treću godinu zaredom kvalificirala se za WTA Masters, na kojem je bila 1. nositeljica. U prvom meču u grupi pobijedila je Radwańsku 5–7, 6–2, 6–4, a zatim je izgubila od Zvonarjove 2–6, 6–4, 3–6. U odlučujućem meču za prolaz u polufinale savladala ju je Kvitova 4-6, 2-6. Tako Wozniacki prvi put u 3 nastupa na Mastersu nije prošla u polufinale. Ipak, pošto se Šarapova nakon dva poraza u svojoj grupi povukla s Mastersa, Wozniacki je drugu godinu zaredom osigurala 1. mjesto na WTA-listi na kraju godine.

### 2012.
Sezonu je počela predstavljajući Dansku na Hopman Cupu zajedno s Frederikom Nielsenom. Pobijedila je u 2 od 3 svoja meča u grupnoj fazi (pobijedila je Bethanie Mattek-Sands i Cvetanu Pironkovu, a izgubila od Kvitove u 3 seta).
Zatim je nastupila na turniru u Sydneyu. U 1. kolu bila je slobodna, a u drugom je porazila Dominiku Cibulkovu (od koje je godinu ranije izgubila na istom turniru u istom kolu), nadoknadivši zaostatak od 0-4 u 3. setu. U četvrtfinalu ju je zaustavila A. Radwańska, također u 3 seta, iako je Wozniacki servirala za meč kod 5-4 u 2. setu.
Na Australian Open 2012. došla je kao 1. nositeljica. Nakon što je bez izgubljenog seta pobijedila Anastasiju Rodionovu, Anu Tatišvili, Monicu Niculescu i Jelenu Janković, izgubila je u četvrtfinalu od Clijsters. Zbog tog poraza pala je na 4. mjesto WTA-liste. Nakon toga je otišla u Dohu, gdje ju je u 2. kolu pobijedila Šafařova.
U Dubaiju i Indian Wellsu branila je titule iz prošle godine, ali je na oba turnira poražena (od Görges, odnosno Ivanović). Nakon ovog drugog poraza ispala je iz top 5 prvi put od 2009. godine.
U Miamiju je bila 4. nositeljica i došla je do polufinala, pobijedivši Zahlavovu-Strycovu, Cetkovsku, Wickmayer i S. Williams, sve bez izgubljenog seta. Međutim, u polufinalu je bolja bila Šarapova 4–6, 6–2, 6–4. Wozniacki nakon toga nije mogla braniti titulu u Charlestonu. Naime, u žrijebu su već bile 2 igračice iz top 6, što je maksimalan broj za turnir ove kategorije prema pravilima WTA. Sljedeći nastup imala je na domaćem terenu u Kopenhagenu. Plasirala se u finale, a na tom putu pobijedila je U. Radwańsku, Pauline Parmentier, Alizé Cornet i Petru Martić. Ipak, u finalu je bolja bila Njemica Angelique Kerber (6–4, 6–4). To je bio prvi poraz Wozniacki na ovom turniru u karijeri.
Uslijedio je Roland Garros, na kojem je došla do 3. kola, u kojem ju je zaustavila Kanepi 6–1, 6–73, 6–3. Usprkos tom porazu skočila je na 7. mjesto WTA-liste.
Na Wimbledonu je izgubila već u 1. kolu od Austrijanke Tamire Paszek (5–7, 7–6, 6–4). To joj je bio prvi poraz u karijeri u 1. kolu na bilo kojem Grand Slam turniru od njenog debija na Roland Garrosu 2007.
Nakon toga je opet nastupila na terenima Wimbledona, ali ovog puta u sklopu OI 2012. Bila je 8. nositeljica olimpijskog turnira i stigla je do četvrtfinala, gdje ju je zaustavila Serena Williams, koja je na kraju stigla do zlatne medalje.
Uslijedio je Rogers Cup, na kojem je izgubila u 3 seta od Kvitove u polufinalu, a u Cincinnatiju je ispala u 3. kolu - bolja je bila Pavljučenkova. U New Havenu je branila titulu, ali je predala polufinalni meč Mariji Kiriljenko zbog povrede desnog koljena, koju je zadobila u četvrtfinalu protiv Dominike Cibulkove.
Iako još pod povredom, postavljena je za 8. nositeljicu na US Openu, ali je izgubila već u 1. kolu od u tom trenutku 96. igračice na WTA-listi, Rumunke Irine-Camelije Begu, što ju je izbacilo iz top 10 prvi put nakon 3 godine.
Nakon ovog razočarenja osvojila je svoj prvi turnir nakon 13 mjeseci čekanja. U Seoulu je pobijedila Arantxu Rus, zatim svoju imenjakinju Garciju, Zakopalovu, Makarovu i u finalu Kaiju Kanepi i tako došla do 19. titule u karijeri.
Sljedeći turnir bio je u Tokiju. Porazila je Bojanu Jovanovski, Hantuchovu i Li Na, da bi je u četvrtfinalu zaustavila A. Radwańska.
Na China Openu u Pekingu u prva 2 kola pobijedila je Chanelle Scheepers i Hsieh Su-wei, ali je u 3. kolu bolja od nje bila Angelique Kerber.
Naredni nastup imala je na Kremlin Cupu u Moskvi. Kao 3. nositeljica, došla je do finala u kojem je savladala Samanthu Stosur 6–2, 4–6, 7–5, osvojivši tako 2. titulu u sezoni i 20. ukupno.
Na završnom turniru sezone, WTA Turniru šampiona, koji je odigran nakon WTA Mastersa, Wozniacki je dobila sva 3 meča u grupi i došla do finala, ali ju je savladala Petrova. Završila je godinu na 10. mjestu WTA-liste.

### 2013.
Sezonu je počela na turniru u Brisbaneu, ali ju je već u 1. kolu porazila kvalifikantica iz Kazahstana, Ksenija Pervak 6-2, 3-6, 6-7(1). Zatim je nastupila u Sydneyu, gdje je bila 7. nositeljica. Tu je ostvarila i prvu pobjedu u sezoni, i to protiv Urszule Radwańske. Međutim, već u 2. kolu savladala ju je Kuznjecova. Na Australian Openu u prva 3 kola pobijedila je Sabine Lisicki, Donnu Vekić i Lesju Curenko, ali ju je u 4. kolu opet pobijedila Kuznjecova.
Sljedeći nastup imala je u Dohi, gdje je došla do četvrtfinala pobjedama protiv Mervane Jugić-Salkić, Sorane Cirstee i Mone Barthel, no onda ju je savladala Agnieszka Radwańska.
U je pobijedila Šafářovu, Zheng Jie i Bartoli, ali je u polufinalu bolja od nje bila Kvitova.
Na Malaysian Openuu izgubila je u 1. kolu od Wang Qiang. Zatim je odigrala egzibicijski meč u Hong Kongu. Trebala je igrati protiv Li Na, ali se Kineskinja morala povući zbog ozljede. Zamijenila ju je A. Radwańska i pobijedila Wozniacki 6-4, 6-4.
U Indian Wellsu bila je slobodna u 1. kolu. Nakon toga je redom savladala Cornet, Vesninu i Petrovu. U četvrtfinalu joj je Azarenka, koja je branila titulu, predala meč bez borbe zbog povrede stopala. U polufinalu je savladala Kerber i plasirala se u svoje prvo finale u 2013, u kojem je bolja bila Šarapova. Na idućem turniru u Miamiju došla je do 3. kola, gdje ju je porazila Garbiñe Muguruza iz Španjolske.
Sezonu na zemljanim terenima počela je u Charlestonu; izgubila je u četvrtfinalu od Stefanie Vögele. Uslijedili su porazi u 1. kolima u Stuttgartu (od Carle Suárez Navarro), Madridu (od Švedove), Rimu (od Bojane Jovanovski) i WTA Bruxellesu (od Zheng Jie). Na Roland Garrosu 2013. pobijedila je Lauru Robson u 1. kolu, da bi je u drugom opet savladala Jovanovski.
Nakon sezone na zemlji nastupila je u Eastbourneu. Na njenom prvom turniru na travi ove sezone došla je do polufinala pobijedivši Paszek, Robson i Makarovu, no zatim je izgubila od kvalifikantice Jamie Hampton. U 1. kolu Wimbledona savladala je Špankinju Candelu. U narednom kolu čekala ju je Petra Cetkovská. U 4. gemu 1. seta Wozniacki se okliznula, pala i povrijedila gležanj. Dobila je liječničku pomoć, ali je bila vidljivo nervozna i izgubila je 2-6, 2-6. Ona je bila jedna od nekoliko tenisera koji su se povrijedili tokom Wimbledona, uključujući Azarenku i Šarapovu te Jo-Wilfrieda Tsongu u muškoj konkurenciji. Nakon meča dovela je u pitanje to jesu li pripreme za turnir bile iste kao prethodnih godina, dodavši: "Znam da nije baš zabavno biti na terenu kad osjećate da se ne možete baš osloniti na svoje stopalo."
Njena loša sezona nastavila se porazom u 2. kolu na Rogers Cupu od Sorane Cîrstee iako je imala 2 meč-lopte u 2. setu. Nakon toga se plasirala u četvrtfinale u Cincinnatiju nadigravši Peng, Niculescu i Kvitovu, ali ju je potom savladala Azarenka (3-6, 6-7) prvi put nakon 2009. Naredni nastup imala je u New Havenu, gdje je nakon pobjeda protiv Peng, Knapp i Stephens poražena u polufinalu od kasnije pobjednice, Simone Halep (2-6, 5-7).

## Stil igre
Njen stil igre centriran je na "defanzivne aspekte tenisa, a njena anticipacija, kretanje, agilnost, rad nogu i odbrana prvoklasni su i ključni su elementi njene igre". Njen dvoručni backhand jedno je od njenih najjačih oružja jer je sposobna obranu pretvoriti u napad. Zbog defanzivnog načina igre, njene je suvremenice zovu kontraudaračicom.

## Van terena
Njena najbolja prijateljica je Malou Ejdesgaard, kolegica iz danske reprezentacije i njena partnerica u parovima na nekim turnirima.
20. prosinca 2010. potpisala je trogodišnji ugovor s Turkish Airlinesom po kojem je promovirala usluge u poslovnoj klasi avionâ ove kompanije.
Navijačica je Liverpoola. Na turniru u Dohi 2011. nosila je Liverpoolov dres s autogramom Stephena Gerrarda.
Prema Forbesu, Wozniacki je druga najplaćenija sportašica u 2011. godini.
U lipnju 2012. objavila je da će na jesen pokrenuti vlastitu liniju donjeg rublja.

## Osvojeni turniri

### Pojedinačno (20 WTA)
| Br. | Datum               | Turnir                 | Suparnica u finalu  | Rezultat      |
| 1.  | 8. kolovoza 2008.   | Stockholm              | Vera Duševina       | 6:0, 6:2      |
| 2.  | 23. kolovoza 2008.  | New Haven              | Ana Čakvetadze      | 3:6, 6:4, 6:1 |
| 3.  | 5. listopada 2008.  | Tokio                  | Kaia Kanepi         | 6:2, 3:6, 6:1 |
| 4.  | 12. travnja 2009.   | Ponte Vedra Beach      | Aleksandra Wozniak  | 6:1, 6:2      |
| 5.  | 20. lipnja 2009.    | Eastbourne             | Virginie Razzano    | 7:6(5), 7:5   |
| 6.  | 29. kolovoza 2009.  | New Haven (2.)         | Jelena Vesnina      | 6:2, 6:4      |
| 7.  | 11. travnja 2010.   | Ponte Vedra Beach (2.) | Olga Govortsova     | 6:2, 7:5      |
| 8.  | 8. kolovoza 2010.   | Kopenhagen             | Klára Zakopalová    | 6:2, 7:6(5)   |
| 9.  | 23. kolovoza 2010.  | Montréal               | Vera Zvonareva      | 6:3, 6:2      |
| 10. | 28. kolovoza 2010.  | New Haven (3.)         | Nadja Petrova       | 6:3, 3:6, 6:3 |
| 11. | 2. listopada 2010.  | Tokio (2.)             | Jelena Dementijeva  | 1:6, 6:2, 6:3 |
| 12. | 10. listopada 2010. | Peking                 | Vera Zvonareva      | 6:3, 3:6, 6:3 |
| 13. | 20. veljače 2011.   | Dubai                  | Svetlana Kuznjecova | 6:1, 6:3      |
| 14. | 20. ožujka 2011.    | Indian Wells           | Marion Bartoli      | 6:1, 2:6, 6:3 |
| 15. | 10. travnja 2011.   | Charleston             | Jelena Vesnina      | 6:2, 6:3      |
| 16. | 21. svibnja 2011.   | Bruxelles              | Šuai Peng           | 2:6, 6:3, 6:3 |
| 17. | 12. lipnja 2011.    | Kopenhagen (2.)        | Lucie Šafářová      | 6:1, 6:4      |
| 18. | 12. lipnja 2011.    | New Haven (4.)         | Petra Cetkovská     | 6:4, 6:1      |
| 19. | 23. rujna 2012.     | Seul                   | Kaja Kanepi         | 6:1, 6:0      |
| 20. | 21. listopada 2012. | Moskva                 | Samantha Stosur     | 6:2, 4:6, 7:5 |
| 21. | 20. listopada 2013. | Luksemburg             | Annika Beck         | 6:2, 6:2      |
| 22. | 20. lipnja 2014.    | Istanbul               | Roberta Vinci       | 6:1, 6:1      |
| 23. | 8. travnja 2015.    | Kuala Lumpur           | Aleksandra Dulgheru | 4:6, 6:2, 6:1 |

## Rezultati na Grand Slam turnirima
| Grand Slam      | 2006. | 2007. | 2008. | 2009. | 2010. | 2011. | 2012. | 2013. | 2014. | 2015. | 2016. |
| --------------- | ----- | ----- | ----- | ----- | ----- | ----- | ----- | ----- | ----- | ----- | ----- |
| Australian Open | -     | -     | 4k    | 3k    | 4k    | 1/2F  | 1/4F  | 4k    | 3k    | 2k    | 1k    |
| Roland Garros   | -     | 1k    | 3k    | 3k    | 1/4F  | 3k    | 3k    | 2k    | 1k    | 2k    |       |
| Wimbledon       | kval. | 2k    | 3k    | 4k    | 4k    | 4k    | 1k    | 2k    | 4k    | 4k    |       |
| US Open         | -     | 2k    | 4k    | F     | 1/2F  | 1/2F  | 1k    | 3k    | F     | 2k    |       |

## Plasman na WTA ljestvici na kraju sezone
| 2006. | 2007. | 2008. | 2009. | 2010. | 2011. | 2012. | 2013. | 2014. | 2015. | 2016. |
| ----- | ----- | ----- | ----- | ----- | ----- | ----- | ----- | ----- | ----- | ----- |
| 237.  | 64.   | 12.   | 4.    | 1.    | 1.    | 10.   | 10.   | 8.    | 17.   |       |

## Vanjske poveznice
- Službena stranica (engl.)(dan.)
- Profil na stranici WTA Toura (engl.)
- Neslužbena stranica  Arhivirana inačica izvorne stranice od 28. prosinca 2009. (Wayback Machine) (engl.)